# AKATSUKI (企業)
株式会社AKATSUKI（アカツキ、英: AKATSUKI Co.,Ltd.）は、東京都新宿区に本社を置き、IP（知的財産権）ビジネス、マーケティングソリューションビジネス、コンサルティングを行う日本の企業である。

## 概要
人気漫画「ヒカルの碁」中国実写ドラマ化、「アンナチュラル」中国実写ドラマ化、「イタズラなKiss」中国で舞台化、「花より男子」タイで実写ドラマ化など、多くの日本の有名漫画、ドラマ、映画等の権利獲得支援および世界展開支援を行う。原作の世界観を大切にしつつ、現地に受け入れられる作品作りにするローカライズプロデュースなどを行う。
中国・日本を中心にコラボカフェの運営事業、キャラクターグッズの開発・販売などB2C事業、インフルエンサーマーケティング、コンテンツマーケティングの支援サービスを含むマーケティングソリューションビジネスも提供をしている。

## 沿革
- 2012年（平成24年） 渋谷区渋谷にて創業。WEBソリューション事業の提供開始。
- 2013年（平成25年） 著作権サービス事業「コンテンツバンク」の提供開始。
- 2016年（平成28年） AKATSUKI International Limitedを子会社として香港に設立。
- 2017年（平成29年） 医師監修サービス「イシミル」の提供開始。
- 2018年（平成30年）
  - 新宿区新宿に移転。
  - サンプリング&マーケティング支援サービス「eサンプる」の提供開始。
- 2019年（平成31年） 記事、広告等の医師法、薬機法等のチェックサービス「ゲンコードック」の提供開始。
- 2019年（令和元年） 上海晞暁文化咨詢有限公司を子会社として上海に設立。
- 2020年（令和2年）
  - 医師監修サービス「イシミル」をテモナ株式会社に事業譲渡。[4]
  - 「ChaiBiz」「ドガサポ」「キャラサポ」の提供開始。
- 2021年（令和3年）カフェ空間、イベント、グッズ、映像化など多角的企画を行うブランド「PrismLand」を立ち上げ。
- 2022年（令和4年）サンプリング&マーケティング支援サービス「eサンプる」を株式会社ジーンに事業譲渡[5]。
- 2023年（令和5年）多角的企画を行うブランド「AKATSUKI cafe」を立ち上げ。

## 作品
| 開始年 | エリア | 形式   | 作品名                          | 原作名                                 |
| ------ | ------ | ------ | ------------------------------- | -------------------------------------- |
| 2020年 | 中国   | ドラマ | 棋魂                            | ヒカルの碁                             |
| 2020年 | 中国   | 舞台   | 恶作剧之吻Love-Struck           | イタズラなKiss                         |
| 2021年 | タイ   | ドラマ | Backer Boys                     | 西洋骨董洋菓子店                       |
| 2021年 | タイ   | ドラマ | F4 Thailand / Boys over flowers | 花より男子                             |
| 2023年 | 中国   | 舞台   | 恶作剧之吻Love-Struck           | イタズラなKiss                         |
| 2023年 | タイ   | ドラマ | CHERRY MAGIC 30 ยังซิง            | 30歳まで童貞だと魔法使いになれるらしい |